# Allocapnia harperi
Allocapnia harperi is een steenvlieg uit de familie Capniidae. De wetenschappelijke naam van de soort is voor het eerst geldig gepubliceerd in 1980 door Kirchner.
Het mannetje is 6 tot 7 millimeter lang, het vrouwtje 7 tot 8 millimeter. 
De soort komt voor in het oosten van de Verenigde Staten.